# Nitrato di litio

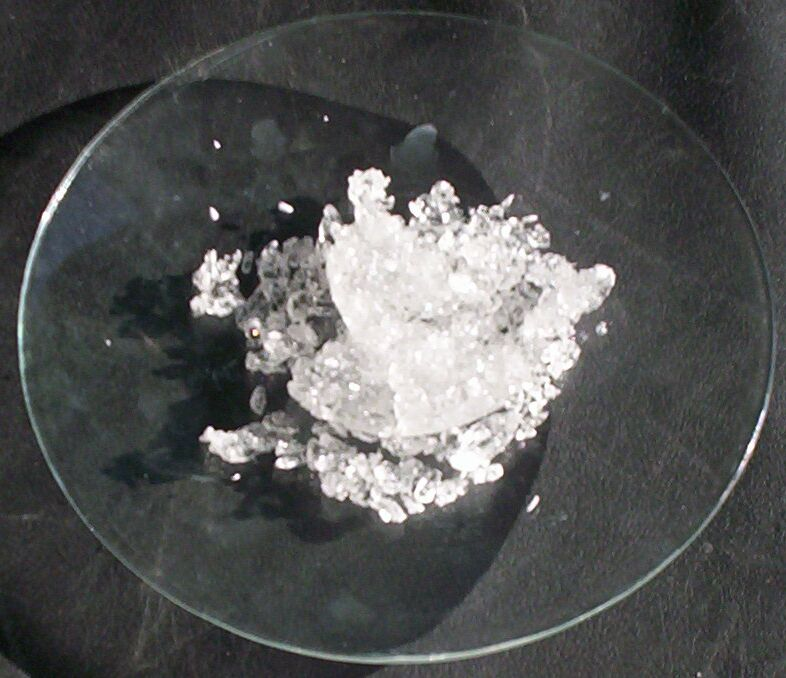
Il nitrato di litio

Il nitrato di litio è il sale di litio dell'acido nitrico; è un composto inorganico con formula LiNO3. Il sale è deliquescente, assorbendo acqua per formare la forma idratata, nitrato di litio triidrato. I suoi eutettici sono di interesse per i fluidi termovettori.
Viene prodotto trattando il carbonato di litio o l'idrossido di litio con acido nitrico.

## Usi
Questo sale incolore deliquescente è un agente ossidante utilizzato nella fabbricazione di fuochi d'artificio e razzi di colore rosso.

### Accumulo termico
La forma idrata, nitrato di litio triidrato, ha un calore specifico di fusione estremamente elevato, {\displaystyle (287\pm 7)\,\mathrm {J} /g}, e quindi può essere utilizzata per lo stoccaggio di energia termica alla sua temperatura di fusione di {\displaystyle 303,3\,\mathrm {K} }.
Il nitrato di litio è stato proposto come mezzo per immagazzinare il calore raccolto dal Sole per cucinare. Una lente di Fresnel verrebbe utilizzata per fondere il nitrato di litio solido, che funzionerebbe quindi come una "batteria solare", consentendo la ridistribuzione del calore in seguito per convezione.

## Sintesi
Il nitrato di litio può essere sintetizzato facendo reagire acido nitrico (HNO3) e carbonato di litio (Li2CO3):
{\displaystyle {\ce {Li2CO3\ +\ 2HNO3->2LiNO3\ +\ H2O\ +\ CO2}}}
oppure facendo reagire acido nitrico con idrossido di litio (LiOH):
{\displaystyle {\ce {LiOH\ +\ HNO3->LiNO3\ +\ H2O}}}.
Generalmente quando si forma nitrato di litio, viene utilizzato un indicatore di pH per determinare quando tutto l'acido è stato neutralizzato. Tuttavia, questa neutralizzazione può essere riconosciuta anche con la perdita di produzione di anidride carbonica. Per liberare il prodotto finale dall'acqua in eccesso, il campione viene riscaldato.

## Tossicità
Il nitrato di litio può essere tossico per l'organismo se ingerito prendendo di mira il sistema nervoso centrale, la tiroide, i reni e il sistema cardiovascolare. Se a contatto con pelle, occhi e mucose, il nitrato di litio può causarne l'irritazione.

## Approfondimenti
- (EN) Gianfrancesco Berchiesi, Giovanni Vitali e Antonio Amico, Transport properties of lithium nitrate and calcium nitrate binary solutions in molten acetamide, in Journal of Chemical & Engineering Data, vol. 30, n. 2, 1985,  pp. 208-209, DOI:10.1021/je00040a023.
- (EN) Michael T. Kelly e Christopher Y. Tuan, A Case Study Evaluating the Use of Lithium Nitrate to Arrest Alkali-Silica Reaction in an Existing Concrete Pavement, in Airfield and Highway Pavement, 2006,  pp. 625–635, DOI:10.1061/40838(191)53, ISBN 978-07-84-40838-4.
- (EN) Francesco Muniz-Miranda, Marco Pagliai, Gianni Cardini e Roberto Righini, Bifurcated Hydrogen Bond in Lithium Nitrate Trihydrate Probed by ab Initio Molecular Dynamics, in The Journal of Physical Chemistry A, vol. 116, n. 9, 2012,  pp. 2147-2153, DOI:10.1021/jp2120115.
- (EN) María L. Ruiz, Ileana D. Lick, María S. Leguizamón Aparicio, Marta I. Ponzi, Enrique Rodriguez-Castellón e Esther N. Ponzi, NO Influence on Catalytic Soot Combustion: Lithium Nitrate and Gold Catalysts, in Industrial & Engineering Chemistry Research, vol. 51, n. 3, 2012,  pp. 1150-1157, DOI:10.1021/ie201295s.